# Boevange-sur-Attert
Boevange-sur-Attert (luxembourgsk: Béiwen-Atert, tysk: Böwingen) er en kommune og et byområde i storhertugdømmet Luxembourg. Kommunen, som har et areal på 18,87 km², ligger i kantonen Mersch i distriktet Luxembourg. I 2005 havde kommunen 1.824 indbyggere. 